# 鈴木信二
鈴木 信二（すずき しんじ、1981年1月24日 - ）は、日本の俳優。愛知県田原市出身。元ジャパンアクションエンタープライズ所属。

## 出演作品

### テレビドラマ
- 二千年の恋 第1話（2000年、フジテレビ）
- ルーキー!（2001年4月10日 - 6月26日、関西テレビ）
- 原宿ロンチャーズ（2001年、BS朝日） - ゲスト出演
- すばらしき活弁の世界（2002年、NHK-BS2） - 主演
- 仮面ライダー龍騎 第15話（2002年、テレビ朝日） - 滝孝一 役
- 三匹が斬る! 第3話（2002年、テレビ朝日） - 丑吉 役
- 母の告白 第35・36話（2002年、フジテレビ）
- コラボケ（2003年、CSスカパー!） - タクロー 役（レギュラー）
- 愛の劇場 温泉へ行こう4（2003年、TBS）
- 仮面ライダー剣 第33話（2004年　ANB）
- ゆくな！龍馬（2005年、フジテレビ）
- 土曜ワイド劇場 殺人リプレイ（2005年3月12日、テレビ朝日） - 金子 役
- ホーリーランド（2005年4月2日 - 6月25日、テレビ東京）- 緑川ショウゴ 役
- Moon（2005年8月11日、関西テレビ）- コウジ 役
- はぐれ刑事純情派 ファイナル（2005年、テレビ朝日） - 西村勇一役
- ウルトラマンマックス 第18話「アカルイセカイ」（2005年10月29日、中部日本放送） - 鉄工職員 役
- 戦国自衛隊・関ヶ原の戦い（2006年1月31日・2月7日、日本テレビ）- 桧山謙吾 役
- アルティメットクラブ（2007年、CSサイエンスチャンネル） - 安藤真役
- わたし2.1（2007年、関西テレビ） - 木戸雅 役
- 陽炎の辻〜居眠り磐音 江戸双紙〜2（2008年、NHK）- 尾口の弟 役
- まっつぐ〜鎌倉河岸捕物控〜 第12話「下駄貫の意地」（2010年8月7日、NHK） - 令吉 役
- 戦国★男士（2011年10月1日 - 2012年3月24日、テレビ神奈川 他） - 服部半蔵 / 兄 役
- 巨大戦艦大和 ドラマ編（2012年、NHK）-小柳 役
- 獣電戦隊キョウリュウジャー（2013年、テレビ朝日）
- 三匹のおっさん（2015年、テレビ東京）
- NHK大河ドラマ
  - 八重の桜（2013年）-沖田総司 役
  - 花燃ゆ（2015年）
  - おんな城主 直虎（2017年）
  - 麒麟がくる（2020年） - 与八 役
- 科捜研の女 第15シリーズ 第9話（2016年1月21日、テレビ朝日） - 坂下大輔 役
- 相棒（2018年、テレビ朝日） -  堺敏夫 役
- 連続テレビ小説 エール（2020年、NHK）- 西條八十 役
- TOKYO VICE 第8話（2022年、HBO Max・WOWOW）- 夫 役

### 情報番組
- SMAP×SMAP（2002年、フジテレビ）
- 世界ウルルン滞在記（2005年、TBS） - 「マダガスカル編」ゲストリポーター
- 紀行番組 私的チャイナビ（2007年、TBS） - 「洛陽篇」ナビゲーター

### 映画
- 東映教育映画「中学生の自転車の交通安全」（2002年、東映） - 山下 役
- 劇場版 仮面ライダー龍騎 EPISODE FINAL（2002年公開、東映） - シアゴースト / レイドラグーン 役
- ラスト サムライ（2003年、エドワード・ズウィック監督、ワーナーブラザーズ） - 側近 役
- あずみ （2003年、北村龍平監督、東宝） - あわ 役
- ゴジラ FINAL WARS（2004、北村龍平監督、東宝） - ミュータント兵 役
- バベル（2006年公開、アレハンドロ・ゴンザレス・イニャリトゥ監督、ギャガ・コミュニケーションズ） - タケシ 役
- クローズZERO（2007年、三池崇史監督東宝） - 山崎タツヤ 役
- 黒帯（2007年、長崎俊一監督、クロックワークス） - 谷原一太郎 役
- 母べえ（2008年、山田洋二監督、松竹） - 照美の息子 役
- ラーメンガール（2008年、ロバート・アランアッカーマン監督、ワーナーブラザーズ） - 無限大の可能性 役
- 超笑撃的功夫混乱少年 真一文字拳（2009年、増本庄一郎監督、エースデュース） - 主演：真一文字拳 役
- ハイキック・ガール!（2009年、西冬彦監督、ヘキサゴンピクチャーズ） - 天羽 役
- SAMURAI SONG（2010年、中村英児監督、Garage） - 主演：朝陽 役
- 11・25自決の日 三島由紀夫と若者たち（2012年、若松孝二監督、若松プロダクション） - 関河真克 役
- 幕末奇譚SHINSE5（2013年、中島良監督、ビデオプランニング） - 宝蔵院胤舜 役
- キングダム（2019年4月19日公開、東宝）

### CM
- サークルK（2003年）
- SHARP 「LED AQUOS」記者発表篇（2009年）
- SHARP 「AQUOSクアトロン3D」3D篇（2010年）
- docomo 「BlackBerry Bold」（2011年）
- ちば銀行（2014年）

### 舞台
- スーパーアクションイリュージョン「忍者ツルギ」（2001年）
- 外連第二公演「狼の月」（2002年）
- 二丁目行進曲（2004年、羽原大介演出）
- 崖っぷち旗揚げ公演「崖っぷち」（2004年）
- 崖っぷち「アンリアル」（2005年）
- 崖っぷち「楽園の面積」（2006年）
- えくぼ‐People Song-（宇治川まさなり演出、2007年）
- JAE公演「遥かなるエデン」（2007年） - 主演
- Dream Of Passion（奈良橋陽演出、2007年）
- バーム・イン・ギリヤド（ロバート・アラン・アッカーマン演出、2008年）
- JAEプロデュース公演「絆～KIZUNA～」（2009年） - 主演
- パルコプロデュース「ストーン夫人とローマの春」 （ロバート・アラン・アッカーマン演出、2009年）
- JAEプロデュース公演「残侠～ZANKYO～」（2010年）
- らん（秦建日子演出、2010年）
- 11月戦争とその後の6ヶ月（松枝佳紀演出、2010年）
- JAEプロデュース公演「WipeOut」（2011年）
- 真田十勇士～カッコ良くなきゃ死ぬだけさ～（伊勢直弘演出、2012年）
- JAEプロデュース公演「熱海殺人事件～売春捜査官～」（2014年）
- JAEプロデュース公演「Family Ties」（2015年）
- アリエスプロデュース「東京未来予想」（2015年）

### MV
- Official髭男dism「Subtitle」（2022年）

### PV
- スキマスイッチ「ラストシーン」（高木聡監督、2012年）
- AIR SWELL 「バットボーイズセレナーデ」（池田圭監督、2012年）
- May.J 「Back To Heart Feat Daniel Powter」（高木聡監督、2012年）
- B’z「Q&A」（高木聡監督、2013年）
- 遠藤会「健全ロボタイミダラー」（福居英晃監督、2014年）
- NMB48 「プロムの恋人」（高木聡監督、2014年）
- 山猿「風」（高木聡監督、2015年）
- Bamboo Flute Orchestra「SMOOTH CRIMINA」（高木聡監督、2016年）
- NAUGHTY BOYS「GET DOWN」（高木聡監督、2016年）
- 斉藤和義「遺伝」（高木聡監督、2017年）

### イベント
- JAE NAKED LIVE「がんばろう 日本！」（2011年）
- B’ｚ ドームツアー「B’ｚ LIVE - GYM　Plesure2013 ENDLESS SUMMER」（2013年） - アクションコーディネーター / 出演

## 監督作品

### 映画
- 単編映画「KARASU」（2013年）